# Rutebeuf
(Il compianto di Rutebeuf 110-115, 122-124)
Rutebeuf (fl. XIII secolo) è stato un poeta francese.
Di lui si hanno pochissime o nulle notizie, eccetto quanto si può dedurre dalle sue opere, redatte tra il 1249 e il 1277 (esiste anche un poema del 1285, il quale però è d'incerta attribuzione).
Non esiste alcun'altra testimonianza relativa a tale persona; né atti o documenti d'archivio, né citazioni o riferimenti in altri scrittori.

## Il nome
(Il miracolo del sacrestano e di una dama compiuto dalla Madonna 755-760)
Rutebeuf si nomina spesso nelle sue opere: uno dei suoi tratti caratteristici, nei poemi che si pretendono autobiografici, è proprio quello di giocare con il proprio nome, commentandolo o inventandone l'etimologia. Egli si nomina dunque in diciassette opere: Rutebuez, Rutebués, Rutebuef, Rutebuéz o anche Rustebués, adattato in Rutebeuf, che egli commenta così: «Rutebuez qui rudement huevre» («Rutebeuf che rudemente scrive»), oppure: «Qui est dit de rude et de buef» («che deriva da "rude" e da "bue"»).
Le altre opere a lui attribuite con sicurezza lo sono per ragioni di stile e tono, o perché si trovano trascritte insieme nei manoscritti: in ogni modo il nome di questo poeta, unico elemento certo in una vita altrimenti del tutto incerta, è anche base sicura per dare unità alla sua opera e da lì ricostruirne la biografia e la poetica.

## Biografia

### La Champagne
Che Rutebeuf fosse originario della Champagne è un'ipotesi ormai accreditata: essa è data dai tratti regionali presenti nelle sue opere, che s'integrano con gli usi dell'Île-de-France: dopo la Champagne, è probabile che abbia passato gran parte della sua vita a Parigi. Alcuni critici hanno obiettato che i tratti regionali sarebbero dovuti non tanto all'autore, quanto ai copisti: infatti, due dei tre principali codici che ce ne tramandano le opere sono stati trascritti, l'uno nella Champagne stessa, l'altro al confine con la Lorena: a questo, Zink risponde che questa coincidenza potrebbe anzi essere interpretata come ulteriore prova dell'ipotesi, come indice dell'interesse che le opere del poeta avrebbero suscitato nella sua regione natale. Non è probabilmente casuale poi che alcuni dei committenti o dei soggetti compianti nei poemi siano appunto di quella zona; a questo si aggiunga che il primo poema di Rutebeuf (Il detto dei Francescani) descrive gli avvenimenti della città di Troyes, nel 1249, prima che il poeta si spostasse a Parigi.

### Laquerelledell'Università di Parigi
Rutebeuf prese parte in prima persona alla querelle della Sorbona. È quindi probabile che ci si fosse trasferito nei primi anni dell'agitazione, verosimilmente tra il 1252 e il 1255, anno della composizione de La discordia dei Domenicani e dell'Università. Sarà quindi anche stato studente nell'università stessa, e in relazione con i capi dei docenti secolari, alcuni dei quali gli hanno commissionato dei poemi.
La querelle oppose, nel decennio 1250-1259, i docenti secolari dell'Università, allora composta da quattro facoltà (delle Arti liberali, del Diritto, della Medicina e della Teologia), ai docenti appartenenti agli ordini mendicanti, cioè ai Domenicani e ai Francescani. I secolari pretendevano che ciascuno dei due ordini occupasse una sola cattedra di teologia e prestasse giuramento sullo statuto dell'Università: ma i Domenicani, in quel tempo, vi detenevano due cattedre, e rifiutarono di rinunciare a una. Dopo alterne vicende, che coinvolsero il re Luigi IX di Francia, le autorità ecclesiastiche di Parigi e i papi Innocenzo IV e Alessandro IV, questi diede ragione ai Mendicanti e ordinò l'esilio di Guglielmo di Saint-Amour, capo della rivolta.
In questo periodo Rutebeuf scrisse parecchie opere, molte delle quali anche accanite, contro i Mendicanti e per denunciare la decadenza dei loro costumi e della loro vita non più austera. È possibile che queste opere gli abbiano causato l'ostilità dei potenti, dando inizio a un periodo di povertà caratterizzato dai cosiddetti "poemi della disgrazia".

### La "disgrazia"
I "poemi della disgrazia" sono i più famosi componimenti di Rutebeuf (insieme al Miracolo di Teofilo, celebre per altre ragioni), perché il loro tono miserevole, le confidenze del poeta sulle sue sventure e sulla sua intimità, insomma il loro carattere peculiarmente "personale", lo hanno fatto percepire come il primo dei poeti moderni. Tuttavia l'ultima edizione delle sue opere, curata da Michel Zink, incita a non farsi ingannare da queste "confidenze": non che quello non fosse verosimilmente un periodo "di magra" per il poeta, ma credere ciecamente a tutto ciò che dice pare eccessivo allo studioso; molti elementi infatti ricordano alcuni topoi medievali del poeta povero e inascoltato, mentre è probabile che Rutebeuf, non avendo più da scrivere lamenti per gli altri (come i compianti funebri che in passato gli erano stati commissionati), scrivesse il lamento di sé per guadagnarci sopra e per incitare i potenti a richiedergli di nuovo delle poesie.
Se invece si dovessero interpretare alla lettera quei componimenti, se ne potrebbe dedurre che, dopo la conclusione degli studi, il poeta senza più occupazione si sia dedicato al gioco e alla taverna, precipitando nella povertà; che nel 1260 o all'inizio dell'anno successivo si sia sposato con una donna altrettanto povera (e vecchia e brutta); che abbia avuto almeno un figlio, oltre ad essere vittima di una malattia che gli avrebbe fatto perdere un occhio e ad altre sventure (il suo cavallo si sarebbe azzoppato, gli amici lo avrebbero abbandonato ecc.).
Parallelamente il poeta continua a scrivere fabliaux comico-satirici, poemi di denuncia della corruzione degli Ordini mendicanti, oltre che una pièce satirica contro il re Luigi IX (Il detto del voltafaccia di Renart), che favoriva tali ordini e invece tagliava sulle spese per i divertimenti, contribuendo così alle condizioni disagevoli di Rutebeuf e degli altri menestrelli come lui.

### La "conversione" e le crociate
Il pentimento di Rutebeuf inaugura un nuovo periodo nella vita dell'autore (non a caso alcuni manoscritti lo intitolano La morte di Rutebeuf, a sottolineare il cambiamento radicale che interviene nella sua poetica): quello della "conversione"; d'ora in poi la sua produzione sarà nettamente dominata da componimenti a carattere religioso-devozionale, e il poeta sarà di nuovo richiesto, sia per narrazioni agiografiche, sia per i poemi di incitamento alla crociata. Tra i primi citiamo il famoso Miracolo di Teofilo, forse il primo esempio di opera teatrale della letteratura francese, che, come La vita di santa Maria Egiziaca, racconta la storia di un peccatore ravvedutosi e salvato dalla Vergine, vicenda affine forse a quella dello stesso poeta. Altro poema agiografico è quello dedicato a santa Elisabetta d'Ungheria. Interamente dedicato alla Vergine è poi un trittico di tre poemi devozionali, risalenti alla metà degli anni sessanta.
Inizia in questo periodo anche la serie delle canzoni di crociata che Rutebeuf scrisse, probabilmente su commissione, per incitare i suoi contemporanei ad andare a combattere in Terra santa (o nel Regno di Sicilia, per liberarla da Manfredi in favore di Carlo I d'Angiò, fratello del re); ad esse si aggiungono alcuni compianti funebri per potenti morti nella spedizione di Tunisi.

### La fine
Di ben altro tono è invece tutta una serie di componimenti comici o satirici di argomento molto vario, come alcuni fabliaux e un mimo (Il detto del mercato delle erbe). In alcuni di essi sembra spunti di nuovo lo spettro della povertà: il poemetto Charlot l'Ebreo che cagò nella pelle di lepre racconta di come questo menestrello si vendichi di un signore che non lo paga adeguatamente; a questo tema si ricollegano alcuni componimenti in cui il poeta ricomincia a lamentarsi dei potenti che non mantengono le promesse (Su Brichemer, La pace di Rutebeuf) o dispensa consigli di generosità al nuovo re Filippo III l'Ardito, richiamandosi ad Aristotele (Il detto di Aristotele).
L'ultimo componimento sicuramente attribuibile a Rutebeuf è Il nuovo compianto d'oltremare del 1277. Alcuni manoscritti presentano tuttavia, insieme alle sue opere, altri due poemi dei quali l'attribuzione non è verificabile: Il detto delle proprietà della Madonna e Il compianto della Santa Chiesa, il quale, sicuramente databile al 1285, farebbe pensare che il poeta visse almeno fino a quella data – ma la sua attribuzione è fortemente contestata.

## Opere

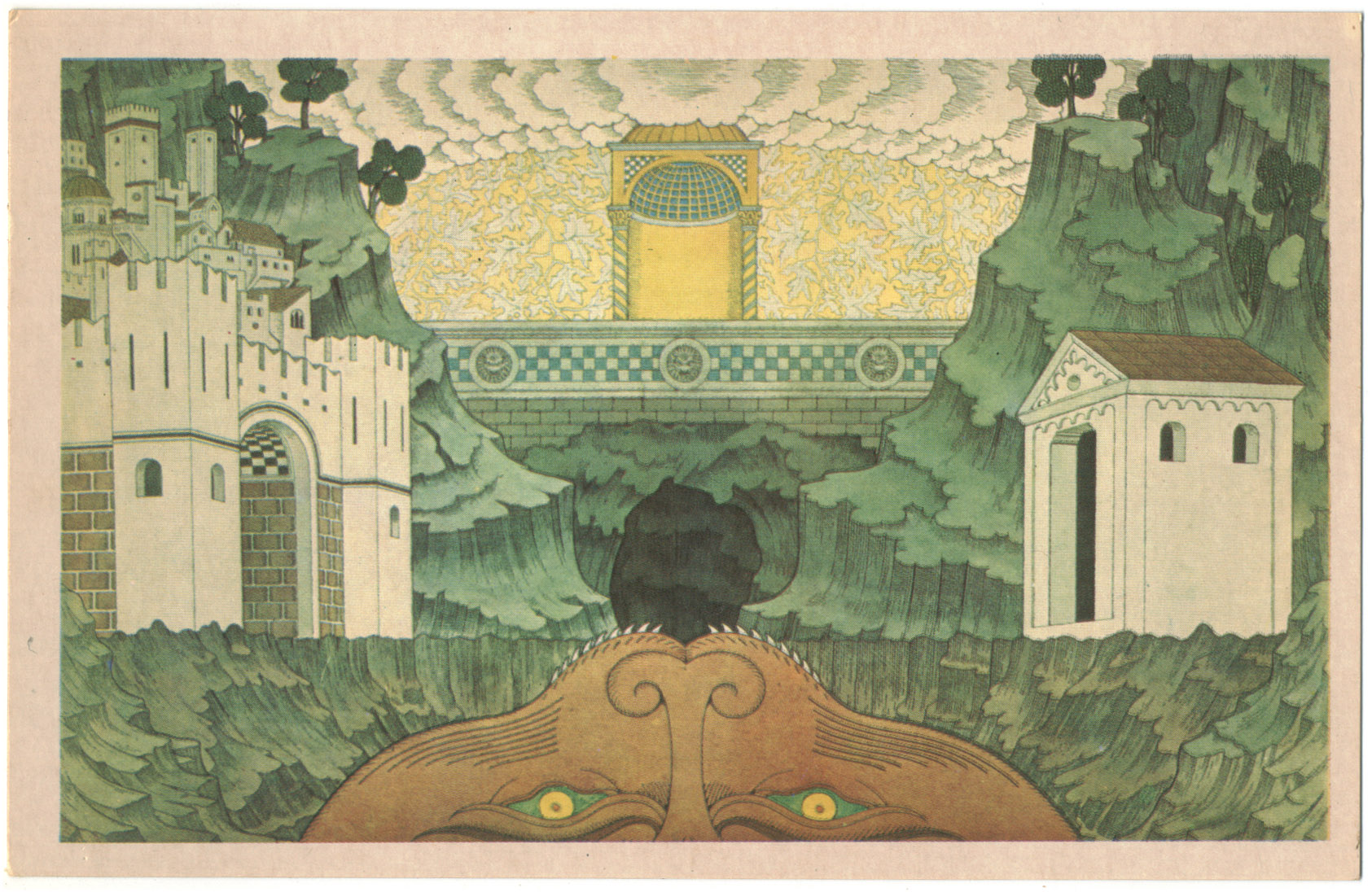
Le Miracle de Théophile di Rutebeuf

I componimenti di Rutebeuf sono a tema molto vario: detti, agiografia, poemi d'ispirazione religiosa, un mistero, alcuni fabliau, poesia satirica, polemica, o lirica – l'unico argomento che non si nota, in effetti, è il tema amoroso. La sua opera è in gran parte frutto di committenze; questo non significa necessariamente che i temi in essa professati siano poco sentiti dal poeta o vengano esposti solo per compiacere chi lo paga: come dice Zink, «...è ben probabile che i committenti si siano rivolti a uno convinto», cioè che abbiano scelto il poeta più atto a comporre attorno ai fatti che desideravano tra coloro che ne erano coinvolti in prima persona.
Elenchiamo le opere secondo l'ordine verosimilmente cronologico ricostruito da Michel Zink:
- Le Dit des Cordeliers (Il detto dei Francescani), 1249
- Le Dit du pet au vilain (Il detto della scureggia del villano), datazione incerta
- Des Plaies du monde (Sulle piaghe del mondo), ca. 1252
- De l'État du Monde (Sullo stato del mondo), ca. 1252
- De Monseigneur Ancel de l'Isle (Su monsignor Ancel de l'Isle), tra 1252 e 1255
- Le Testament de l'âne (Il testamento dell'asino), 1253 o 1254
- La Discorde des Jacobins et de l'Université (La discordia dei Domenicani e dell'Università), inverno 1254-'55
- La Complainte de Monseigneur Geoffroy de Sergines (Il compianto di monsignor Goffredo di Sergines), fine 1255 o 1256
- D'Hypocrisie (Sull'Ipocrisia), inizio 1257
- Le Dit sur l'exil de maître Guillaume de Saint-Amour (Il detto dell'esilio di mastro Guglielmo di Saint-Amour), fine 1257
- La Complainte de maître Guillaume de Saint-Amour (Il compianto di mastro Guglielmo di Saint-Amour), 1258
- Le Dit des Règles (Il detto delle Regole), primavera 1259
- De Sainte Église (Sulla Santa Chiesa), autunno 1259
- Le Dit de la grièche d'hiver (Il detto della miseria d'inverno), ca. 1260
- La Grièche d'été (La miseria d'estate), ca. 1260
- Le Dit des ribauds de Grève (Il detto dei pezzenti della Grève), ca. 1260
- Le Dit du mensonge (Il detto della menzogna, anche detto Battaglia dei vizi e delle virtù), 1260
- Le Dit des Jacobins (Il detto dei Domenicani), 1260
- Les Ordres de Paris (Gli ordini di Parigi), fine 1260 o 1261
- Le Dit des Béguines (Il detto delle Beguine), 1260 o 1261
- Le Mariage Rutebeuf (Il matrimonio di Rutebeuf), inizio 1261
- Le Diz de Renart le Bestourné (Il detto del voltafaccia di Renart), primavera 1261
- La Leçon d'Hypocrisie et d'Humilité (La lezione sull'Ipocrisia e sull'Umiltà), autunno 1261
- La Complainte Rutebeuf sur son œil (Il compianto di Rutebeuf), inverno 1261-'62
- La Repentance Rutebeuf (Il pentimento di Rutebeuf), inverno 1261-'62
- La Voie d'Humilité (La via d'Umiltà, anche detto Via del Paradiso), inverno 1262
- La Complainte de Constantinople (Il compianto di Costantinopoli), fine 1262
- Le Dit de frère Denise le Cordelier (Il detto di frate Dionigi il Francescano), fine 1262
- La Chanson des Ordres (La canzone degli Ordini), primavera-estate 1263
- La Vie de sainte Marie l'Égyptienne (La vita di santa Maria Egiziaca), ca. 1263
- Le Miracle de Théophile (Il miracolo di Teofilo), settembre 1263 o 1264
- Le Miracle du sacristain et d'une dame accompli par Notre-Dame (Il miracolo del sacrestano e di una dama compiuto dalla Madonna), ca. 1264
- La Vie de sainte Elyzabel, fille du roi de Hongrie (La vita di santa Elisabetta d'Ungheria), ca. 1264
- La Dame qui fit trois fois le tour de l'église (La dama che girò tre volte attorno alla chiesa), ca. 1265
- Le Dit de l'herberie (Il detto del mercato delle erbe), ca. 1265
- La Disputaison de Charlot et du barbier de Melun (La discussione di Charlot e del barbiere di Melun), tra 1263 e 1266
- Charlot le Juif qui chia dans la peau du lièvre (Charlot l'Ebreo che cagò nella pelle di lepre), 1264 o 1265
- Un Dit de Notre-Dame (Un detto della Madonna), ca. 1265
- L'Ave Maria Rutebeuf (L'Ave Maria di Rutebeuf), ca. 1265
- De Notre-Dame (Sulla Madonna), ca. 1265
- La Chanson de Pouille (La canzone della Puglia), 1264 o 1265
- Le Dit de Pouille (Il detto della Puglia), autunno 1265
- La Complainte d'outremer (Il compianto d'oltremare), primavera-estate 1266
- La Complainte du comte Eudes de Nevers (Il compianto del conte Ugo di Nevers), fine 1266
- Le Dit de la voie de Tunis (Il detto della via di Tunisi), 1267
- La Disputaison du croisé et du décroisé (La discussione del crociato e dell'ex crociato), ottobre 1267
- Le Dit de l'Université de Paris (Il detto dell'Università di Parigi), autunno 1268
- La Complainte du roi de Navarre (Il compianto del re di Navarra), primavera 1271
- La Complainte du comte de Poitiers (Il compianto del conte di Poitiers), autunno 1271
- De Brichemer (Su Brichemer), ca. 1271
- Le Dit d'Aristote (Il detto d'Aristotele), ca. 1271
- La Paix de Rutebeuf (La pace di Rutebeuf), ca. 1271
- La Pauvreté Rutebeuf (La povertà di Rutebeuf), 1277
- La Nouvelle Complainte d'outremer (Il nuovo compianto d'oltremare), inizio 1277

Poemi d'incerta attribuzione:
- La Complainte de Sainte Église (Il compianto della Santa Chiesa), fine 1285
- Le Dit des propriétés de Notre-Dame (Il detto delle proprietà della Madonna, anche detto Le nove gioie della Madonna), 1285?

### Manoscritti
I manoscritti antichi che ci tramandano le opere di Rutebeuf sono quattordici: di questi, tre ci presentano raccolte più o meno complete, men-tre gli altri riportano poemi isolati, in tutto tredici, e già presenti nei codici principali. Quasi tutti sono conservati a Parigi; altri due in Francia (Reims e Chantilly), uno in Belgio e uno a Manchester; disponiamo della riproduzione anche di un altro codice, conservato a Torino e distrutto in un incendio nel 1904. Il codice più importante è C (Parigi, Biblioteca nazionale di Francia 1635), trascritto nell'est della Francia alla fine del XIII secolo, e che contiene 49 poemi certi di Rutebeuf. Su esso si basa l'edizione di Zink. L'edizione Faral-Bastin, invece, si basa su A (Parigi, Biblioteca nazionale di Francia 837), piccardo e pure del XIII secolo, che contiene 33 poemi ed è l'unico a riportare per intero Il miracolo di Teofilo.

### Poetica
Le sue opere, come abbiamo detto, sono di varia ispirazione: mentre alcune contengono soprattutto sfoghi personali del poeta, che può essere considerato il primo rappresentante di poesia autobiografica in Francia – tenuto conto delle riserve che abbiamo espresso più sopra – i fabliau pungenti e spregiudicati costituiscono un interessante documento della società medievale, vista attraverso la sensibilità di un artista schietto, ribelle ad ogni sopruso, sdegnato per la corruzione dei regnanti e degli ordini monastici. Scrisse anche poesie di carattere politico, in cui appare entusiasta del valore morale delle crociate. Questi poemi erano probabilmente l'unico reddito dello scrittore, che spesso si dichiara incapace di lavorare.
La stragrande maggioranza dei componimenti di Rutebeuf sono stati qualificati, da lui o dai suoi successori, come dei dit (= detto). È questo un genere medievale di difficile definizione, non solo perché il termine stesso di "genere" è ingannevole per quel che riguarda la letteratura medievale – caratterizzata da opere ad argomento vario e con una lingua e uno stile mutevoli, non ancora codificati – ma anche in quanto i moltissimi componimenti medievali chiamati detto sono tra loro tanto diversi da rendere difficile l'individuazione di un qualche elemento comune. Una cosa comunque è sicura: il nome stesso del "genere" rende chiaro come, da una letteratura in origine cantata (come le Chansons de Geste o le canso dei trovatori provenzali, canzoni in entrambi i casi), si sia ormai passati a una poesia appunto detta, senza più alcun accompagnamento musicale. Ciò nonostante non si può separare tale opera dalla teatralizzazione implicita che essa conserva: anche se non è più cantata, è pur sempre detta, letta ad alta voce e semi-recitata; «Quale che siano la forma ed il soggetto del poema, esso suppone sempre una voce che lo dica, che l'attualizzi, che lo sostenga, una voce indignata, infiammata, pietosa o lamentosa, una voce che si pone come quella del poeta, non la sua voce naturale, ma la sua voce di scena, la sua voce lavorata dagli effetti dell'arte»: in altre parole alla satira del mondo la poesia di Rutebeuf unisce l'esibizione del proprio io, in un modo che si inquadra nell'evoluzione stilistica del Duecento ma, allo stesso tempo, è tanto originale da averlo reso, agli occhi dei posteri, "il primo dei moderni".
L'argomento dominante rimane comunque, come detto, la satira del mondo; in questo senso Rutebeuf può essere inteso come una voce popolare, che esprime e mette in rima le voci, le aspirazioni e le critiche del popolo parigino, dell'"opinione pubblica". A questa tematica popolare si può ricondurre anche l'abbondanza di frasi fatte, di formule e di proverbi, che percorre tutta la sua poesia.

### Stile
Le forme metriche sono varie tanto quanto quelle poetiche: nove forme strofiche, oltre ai numerosi componimenti di ottosillabi a rime baciate, con cinque metri diversi (dai quinari agli alessandrini). Il tratto forse più noto dello stile di Rutebeuf è la paronomasia, l'accostamento di suoni e parole simili, con effetto di accumulazione: «Il lavoro sulla lingua di Rutebeuf è di grande virtuosità: egli ricerca in particolare delle rime ricche ed equivoche e si diletta di numerosi giochi di parole»; come detto sopra, sussistono pochi componimenti sicuramente cantati (tre sole opere sono chansons = canzoni): si nota allora, come per compensare in qualche modo l'assenza di musica, una grande attenzione al ritmo nella composizione delle strofe e nella combinazione dei versi di lunghezza diversa, nella disposizione delle rime ecc. E questo nonostante che, al nostro orecchio moderno, il poeta paia alle volte esagerare: «La concatenazione dei calembours [= giochi di parole], delle omofonie, delle paronomasie [...] talvolta sostiene da sola la progressione del poema per lunghe serie di versi»; quasi sempre come abbiamo detto le rime sono ricche, in particolare quelle maschili, oppure equivoche o comunque sovrabbondanti.
A queste ricchezze lessicali e sintattiche si contrappongono numerose imperfezioni, come rime imperfette o versi che spezzano l'andamento metrico: che siano varianti introdotte dai copisti oppure una conferma della rudesse (= rudezza) affettata da Rutebeuf ha poca importanza, quando si considera questa poesia non come componimento destinato alla lettura o allo studio, dove l'occhio immediatamente coglierà i difetti, ma come esibizione pubblica in cui la performance orale li nasconderà.

### Gli inizi del teatro francese
A rendere celebre il poeta attraverso il Medioevo fu soprattutto un acceso spirito religioso, espresso in numerose opere, fra le quali il dramma Le Miracle de Théophile (Il miracolo di Teofilo), il cui argomento principale è rintracciabile nel tema del patto con il diavolo. Ma l'importanza dell'opera è rappresentata soprattutto dalla sua posizione storica, all'origine del teatro medievale in Francia. Il teatro, nato nell'Antichità, ha subito un momento di pausa nell'Alto Medioevo, per rinascere poi nelle chiese e in occasione di ricorrenze religiose, a partire dal IX secolo; si sviluppò poi un vero e proprio dramma liturgico, prima a opera di autori anonimi (e in lingua latina), poi in opere francesi e firmate, che esulavano già in parte dagli argomenti religiosi: gli esempi più antichi sono Il gioco d'Adamo del XII secolo (anonimo) e Il gioco di san Nicola di Jean Bodel, degli inizi del XIII.
Il miracolo di Teofilo, scritto all'incirca nel 1260, si colloca dunque agli inizi della letteratura drammatica francese; esso adatta alla scena un "genere" letterario già praticato sotto forma di narrazioni in rima (come Il miracolo del sacrestano e di una dama compiuto dalla Madonna dello stesso Rutebeuf), il Miracolo. L'opera è comunque abbastanza semplice: non intervengono mai più di due personaggi alla volta – e oltretutto i monologhi lirici prevalgono sui dialoghi – e mette in scena solo alcuni episodi esemplari della storia, senza indugiare sulle transizioni e sulle reazioni psicologiche dei personaggi – contando probabilmente sul fatto che il pubblico già conoscesse la vicenda narrata.

## Adattamenti
I poemi di Rutebeuf, in particolare quelli autobiografici detti "poemi della disgrazia", hanno ispirato alcuni grandi autori della musica contemporanea francese, come Georges Brassens e Léo Ferré.
Nel Novecento, Le Miracle de Théophile fu oggetto di un adattamento curato da Gustave Cohen, per l'esordio della compagnia teatrale Les Théophiliens, da lui fondata con i suoi studenti alla Sorbona.  L'adattamento andò in palcoscenico il 7 maggio 1933, nella sala Louis-Liard della Sorbona, con la messa in scena affidata a René Clermont.

### Edizioni
In originale
- (FR)  Achille Jubinal, Œuvres complètes de Rutebeuf, trouvère du 13e siècle, Paris, Pannier, 1839, 2 voll.
- (FR)  Edmond Faral - Julia Bastin, Œuvres complètes de Rutebeuf, Paris, A. et J. Picard, 1959-1960, 2 voll.
- (FR)  Rutebeuf, Œuvres complètes, Michel Zink (curatore), Paris, Garnier, 2001 (con traduzione in francese moderno).

In italiano
- Rutebeuf, I fabliaux, Alberto Limentani (ed.), Venezia, Corbo e Fiore, 1976; ristampa Roma, Carocci, 2007.
- Rutebeuf, Il miracolo di Teofilo, Alfonso d'Agostino (ed.), Alessandria, Edizioni dell'Orso, 2000.

### Studi
- (FR)  Léon Cledat, Rutebeuf, Paris, Hachette, 1891-19344.
- Luciana Cocito, Osservazioni e note sulla lirica di Rutebeuf, in Giornale italiano di filologia, 11, 1958, pp. 347–357.
- (FR)  Jean Dufournet, L'Univers de Rutebeuf, Orléans, Paradigme, 2005.
- (FR)  Edward Billings Ham - Elisabeth Lalou, Rutebeuf, in Dictionnaire des lettres françaises: le Moyen Âge, Geneviève Hasenohr - Michel Zink (éd.), Paris, Fayard, 1992, pp. 1324–1327.
- (FR)  Denis Hüe - Hélène Gallé, Rutebeuf, Neuilly, Éditions Atlande, 2006.
- (DE)  Adolf Kressner, Rustebuef, ein französische Dichter des XIII. Jahrhun-derts, Program, Realschule Cassel, 1894.
- (FR)  Germaine Lafeuille, Rutebeuf, Paris, Seghers, 1966.
- Alberto Limentani, I fabliaux di Rutebeuf, in Prospettive sui fabliaux: contesto, sistema, realizzazioni, Charmaine Lee - Anna Riccadonna et alii (ed.), Padova, Liviana, 1976, pp. 83–98.
- (EN)  Nancy Freemann Regalado, Poetic Patterns in Rutebeuf. A Study in Non-courtly Poetic Modes of the XIIIth Century, New Haven - London, Yale University Press, 1970.
- (FR)  Arié Serper, La manière satirique de Rutebeuf: le ton et le style, Napoli, Liguori, 1972.
- (DE)  Leo Ulrich, Rutebeuf. Persönlicher Ausdruck und Wirklichkeit in Saggi e ricerche in memoria di Ettore Gotti, Palermo, 1962, vol. 2, pp. 126–162.
- (FR)  Gustave Cohen, Histoire de la mise en scène dans le théâtre religieux français du moyen âge, H. Champion, 1906
  - 2e édition, 1926. Nouvelle edition, revue et augmentée, Parigi, 1951.
- (FR)  Gustave Cohen, Le Miracle de Théophile, Delagrave, 1933
- (DE)  Edgar von Mojsisovics, Metrik und Sprache Rustebuef's, Heidelberg, Winter, 1906.